# سیارک ۹۶۱۸
سیارک ۹۶۱۸ (به انگلیسی: 9618 Johncleese، نامگذاری:1993FQ8) نه هزار و ششصد و هجدهمین سیارک کشف شده‌است که در ۱۷ مارس ۱۹۹۳ کشف شد.
قدر مطلق سیارک برابر ۱۴٫۷۰ است.